# Jeremy Clarkson

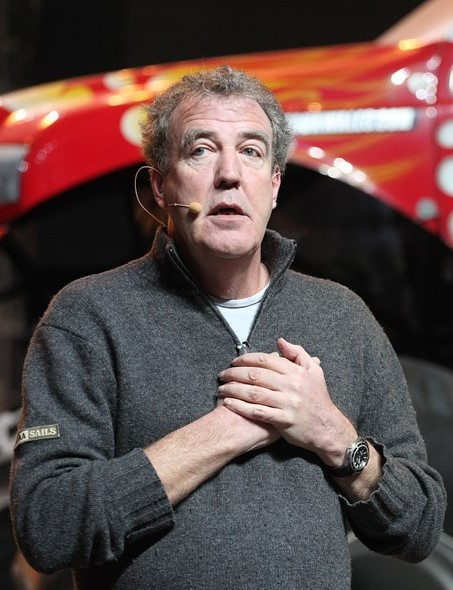
Jeremy Clarkson (2012)

Jeremy Charles Robert Clarkson (* 11. April 1960 in Doncaster, England) ist ein britischer Moderator, Autor, Journalist und Landwirt.

## Leben
Bekannt wurde er 1989 durch das Automagazin Top Gear, dessen Hauptmoderator er bis 1999 war. Nach einer Pause kehrte er 2002 wieder zurück zu Top Gear, das nur noch von drei Moderatoren präsentiert wurde – Richard Hammond, Jason Dawe (bis 2003) und James May (ab 2003). Die Sendung gewann 2005 den internationalen Emmy für die beste Unterhaltungssendung. 2015 wurde Clarksons Vertrag aufgrund mehrerer Verwarnungen von der BBC nicht verlängert. Stattdessen startete er am 18. November 2016 zusammen mit May und Hammond die Sendung The Grand Tour, die seitdem exklusiv auf Amazon Prime Video ausgestrahlt wird. Ab dem 5. Mai 2018 moderierte er für eine Woche das 20-Jahre-Special der Quizshow Who Wants to Be a Millionaire?
Seit 2019 bewirtschaftet Clarkson einen Bauernhof in den britischen Cotswolds, was in der dokumentarischen Serie Clarkson’s Farm ebenfalls auf Amazon Prime Video in 3+ Staffeln ausgestrahlt wird.
Clarkson schreibt wöchentlich Kolumnen für britische Zeitungen wie The Sunday Times oder The Sun. Er war von 1993 bis 2014 mit seiner Agentin Frances Catherine Cain verheiratet und hat mit ihr drei Kinder.
Seit 2017 lebt Clarkson mit der Schauspielerin und Model Lisa Hogan in einer Beziehung.

## Clarksons Autos
Jeremy Clarkson ist bzw. war Eigentümer von:
- Volvo XC90
- Range Rover TDV8 Vogue SE[3]
- Lotus Elise 111S[4]
- Mercedes-Benz 600 „Grosser“[5]
- Mercedes-Benz CL 600[6]
- Mercedes-Benz CLK 63 AMG Black Series[7]
- Mercedes-Benz SL 55 AMG[8]
- Mercedes-Benz SLK 55 AMG[9]
- Mercedes-Benz SLS AMG Roadster[7]
- BMW M3 CSL[7]
- Honda CR-X[7]
- Ferrari F355[7]
- Ford GT[10]
- Aston Martin Virage[7]
- Alfa Romeo Alfetta GTV6
- Lamborghini Gallardo[7]
- Volkswagen Golf GTI[11]
- Volkswagen Scirocco 1[12]
- Volkswagen Scirocco 2[12]
- Ford Escort RS Cosworth[13][14]
- McLaren 675LT
- Lamborghini R8.270
- Bentley Flying Spur

## Kontroversen
Im Oktober 1998 beschwerte sich die Firma Hyundai bei der BBC über Äußerungen bei der Birmingham Motor Show, die sie als „engstirnig und rassistisch“ empfand. Sie bezog sich damit auf die Äußerung, die Hyundai-Mitarbeiter hätten „einen Hund gegessen“. Angeblich bezeichnete er die Mitarbeiter am BMW-Stand als „Nazis“ und die Autos als „Nazi-Stabsfahrzeuge“. Clarkson löste auch Zuschauerproteste durch einen von ihm ausgeführten Hitlergruß aus. Im Dezember stellte die BBC fest, Äußerungen Clarksons in seiner Sendung Top Gear hätten Homosexuellen gegenüber verletzend sein können und deshalb nicht gesendet werden dürfen. Während Dreharbeiten im Februar 2004 rammte Clarkson eine 30 Jahre alte Rosskastanie mit einem Toyota Hilux, um zu beweisen, wie stabil dieser sei. Dies führte zu einer Schadenersatzzahlung der BBC an Churchill, North Somerset, die bis zur Ausstrahlung der Sendung Top Gear von einem Akt von Vandalismus Ortsansässiger ausgegangen war.
Clarkson, der sich selbst als „Petrolhead“ (Autofanatiker) bezeichnet, polarisiert und provoziert durch seine politisch unkorrekten Äußerungen und satirisch-ironischen Seitenhiebe. Durch sein kompromissloses Bekenntnis zum Auto und zum Spaß am Autofahren zieht er auch immer wieder den Zorn von Umweltschützern auf sich, denen er gegenüber lange kritisch eingestellt war. Diese Haltung änderte er jedoch nach einem Erlebnis in Asien. Als er 2019 im Rahmen einer Folge für The Grand Tour in Südostasien versuchte, mit einem Boot auf dem Mekong-System von Siem Reap nach Vietnam zu navigieren, stellte er fest, dass ein See bis auf Knietiefe geschrumpft war. Er steckte bei dieser Tour auf einem ausgetrockneten Fluss fest. Dieses Erlebnis beschrieb er als „plastische Demonstration der globalen Erwärmung“ und als „alarmierend, wirklich alarmierend“.
Er greift oft und gerne die Verkehrspolitik der britischen Regierung an. Fahrradfahren bezeichnete er abwertend als „Antikapitalismus mit Lenkern“, Verkehrsverstöße meldende Radfahrer als „Zweirad-Stasi“. Diese Haltungen haben Clarkson nicht nur unter britischen Autofreunden zu einer Kultfigur gemacht. Die Sendung Top Gear wird weltweit ausgestrahlt und erzielt dabei hohe Einschaltquoten. Seine Verbalattacken treffen häufig US-Amerikaner, aber auch Deutsche, Franzosen, Schweizer und nicht zuletzt seine britischen Landsleute.
Die BBC hatte sich, bis zu seiner Entlassung 2015, trotz mancher empörter Reaktionen von Zuschauern wiederholt demonstrativ hinter Clarkson und sein Team gestellt. „Provokative Äußerungen“ von Jeremy Clarkson und seinen beiden Co-Moderatoren James May und Richard Hammond dürften nicht ernst genommen werden und machten einen entscheidenden Reiz der Show aus. Sarkasmus sei Teil des Konzeptes, und die Zuschauer sollten das mittlerweile wissen. Ferner sei es bekannt, dass Clarkson oft zu sehr stark übertriebenen Stereotypen greife, um seine Ansichten zu untermauern oder zu verteidigen. Selbstverständlich würde die BBC einschreiten, wenn es den Anschein hätte, die provokativen Äußerungen seien ernst gemeint.
Anfang 2008 mokierte er sich in einer Zeitungskolumne darüber, dass die Entrüstung über den Verlust von 25 Millionen Datensätzen über Kindergeldempfänger auf dem Postweg in Großbritannien nur „viel Wirbel um nichts“ sei. Um die Harmlosigkeit der verschwundenen Informationen zu beweisen, veröffentlichte er seine Bankverbindung in der Annahme, man könne ihm nun lediglich Geld überweisen. Tage später wurden ihm jedoch 500 Pfund abgebucht und an eine Diabetiker-Hilfsorganisation überwiesen. Er zog daraufhin seine Äußerungen öffentlich zurück und schloss sich der Gegenseite an:

“I was wrong and I have been punished […] Contrary to what I said at the time, we must go after the idiots who lost the discs”

„Ich habe mich geirrt und ich wurde bestraft […] Entgegen dem, was ich vorher gesagt habe, müssen wir die Idioten ausfindig machen, die die CDs verloren haben“

Seine Bank habe ihm mitgeteilt, dass sie den Täter wegen des Datenschutzes (Data Protection Act) nicht ausfindig machen könne und auch nicht verhindern könne, dass dies wieder geschehe.

### Über die Duchess of Sussex
Im Dezember 2022 schrieb Clarkson in seiner Kolumne in The Sun über Meghan, Duchess of Sussex:

“I hate her. Not like I hate Nicola Sturgeon or Rose West. I hate her on a cellular level. At night, I’m unable to sleep as I lie there, grinding my teeth and dreaming of the day when she is made to parade naked through the streets of every town in Britain while the crowds chant, ‚Shame!‘ and throw lumps of excrement at her.”

„Ich hasse sie. Nicht, wie ich Nicola Sturgeon oder Rose West hasse. Ich hasse sie auf zellularer Ebene. Nachts, wenn ich schlaflos liege, knirsche ich mit den Zähnen und träume von dem Tag, an dem man sie nackt durch die Straßen jeder Stadt in Großbritannien paradieren lässt und die Menge ‚Schande!‘ schreit und sie mit Exkrementen bewirft.“

Bei der Independent Press Standards Organisation, dem englischen Presserat, gingen 25.000 schriftliche Beschwerden ein – und damit mehr als im ganzen Vorjahr. Clarkson entschuldigte sich später. Ein Sprecher für Meghan und Harry, Duke of Sussex sowie die mitbetroffene First Minister
Sturgeon ließen jedoch verlauten, es handle sich nicht um einen entschuldbaren Ausrutscher, sondern Clarkson sei allenthalben für Hassrede und Frauenverachtung bekannt.

## Trennung von der BBC und Ende der Karriere bei Top Gear
Am 10. März 2015 wurde bekanntgegeben, dass die BBC Clarkson von seiner Sendung Top Gear suspendiert hat. Nach eigenen Angaben war Clarkson in den Jahren zuvor schon mehrfach wegen anstößiger Bemerkungen verwarnt worden. Am 25. März 2015 bestätigte die BBC, dass Clarksons auslaufender Vertrag nicht verlängert wird. Dabei wurde aber auch gesagt, dass Clarkson nicht von der BBC ausgeschlossen worden sei. Clarkson gab dazu keine Stellungnahme, jedoch nannte der Direktor der BBC, Lord Hall, einige Details. Angeblich war es in einem Hotel in Yorkshire zu einem Streit gekommen. So wurde bei einem Abendessen nicht das Bestellte geliefert, worauf Clarkson mit Gewalt reagiert und den Produzenten Oisin Tymon geschlagen habe. Mehrere Fans, zum Beispiel der damalige britische Premierminister David Cameron, kritisierten die Entscheidung der BBC und forderten die Wiedereinstellung von Clarkson. Der BBC-Chef erhielt auch Morddrohungen. Clarkson erklärte den Angriff auf Oisin Tymon mit großem persönlichen Stress, unter dem er wegen des Todes seiner Mutter, seiner Scheidung und einer – wie sich später herausstellte, falschen – Krebsdiagnose gestanden habe. Die bereits vor der Auseinandersetzung gedrehten Teilsegmente, die für die beiden letzten Folgen der 22. Staffel vorgesehen waren, wurden umgearbeitet und in einer Sendung am 28. Juni 2015 von James May und Richard Hammond präsentiert. Im Februar 2016 entschuldigte sich Clarkson offiziell für seine Äußerung bei dem Produzenten, welcher im Gegenzug verlautbaren ließ, dass er froh sei, dass diese Angelegenheit nun vorbei sei.
In einem Interview mit der Zeitung The Sun, für die Clarkson regelmäßig schreibt, behauptete Clarkson, dass er mit einem nicht namentlich genannten Mitarbeiter der BBC gesprochen habe, der ihm seine Position als Moderator von Top Gear anbot. Die BBC sagte, dass es ein solches Angebot nicht gegeben habe. Clarkson selbst sagte dazu, dass er zu sehr unter Beobachtung stehen würde, sollte er die Stelle wieder annehmen und es sei dann nicht mehr die Show, die er machen wolle, weshalb er die Idee auch abgelehnt habe.
Ende Juli 2015 teilte Clarkson über Twitter mit, dass er mit Richard Hammond und James May einen Vertrag mit dem Onlinehändler Amazon geschlossen hat und sie ab 2016 eine neue Auto-Sendung für den Video-on-Demand-Dienst Amazon Prime Video produzieren und moderieren werden. Der ehemalige Top-Gear-Produzent Andy Wilman gehört ebenfalls zu dem neuen Team. Der Name der Sendung wurde im Mai 2016 als The Grand Tour bekannt gegeben.

## Weitere Aktivitäten
Clarkson hat unter seinem Namen auch diverse DVDs veröffentlicht. Unter dem Titel „The Good, the Bad and the Ugly“ geht er dabei beispielsweise mit gewohnt satirisch-ironischer Art der Frage nach, ob in den USA überhaupt ein gutes Auto produziert werde.
2005 wurde Clarkson von der Oxford-Brookes-Universität der Ehrendoktortitel „Doktor der Ingenieurwissenschaften“ verliehen.
2007 waren Clarkson und sein Kollege James May im Rahmen eines Top Gear: Polar Specials die ersten Menschen, die den in der Polar Challenge festgelegten nördlichen Magnetpol mit einem Auto (ein modifizierter Toyota Hilux) mit einer Abweichung von weniger als einem Kilometer erreichten.
Außerdem fuhren die Moderatoren von Top Gear (inkl. „The Stig“) 2007 in Silverstone beim 24-Stunden-Rennen mit. Sie nahmen hier unter den regulären Rennbedingungen mit einem BMW 330d teil.
Clarkson war bisher vierzehnmal (Stand 9/2018) Rategast in der humoristischen Quizsendung QI – Quite Interesting.
Im Frühjahr 2021 wurde auf Amazon Prime die erste Staffel der Serie Clarkson’s Farm veröffentlicht, die acht Folgen umfasst und den Protagonisten von Herbst 2019 bis Spätsommer 2020 ein Jahr lang bei der Bewirtschaftung seines Bauernhofs in den Cotswolds begleitete. 2023 folgte die zweite Staffel. Eine dritte Staffel wurde 2024 veröffentlicht.
Sein deutscher Synchron- und Voice-over-Sprecher ist Erik Schäffler.